# Parafia Świętych Apostołów Piotra i Pawła w Durągu
Parafia Świętych Apostołów Piotra i Pawła w Durągu – parafia rzymskokatolicka znajdująca się w archidiecezji warmińskiej, w dekanacie Olsztynek.